# Бабаева, Ханум Хангусейн кызы
Ханум Хангусейн кызы Бабаева (азерб. Xanım Xanhüseyn qızı Babayeva; род. Саатлинский район) — советский азербайджанский хлопковод, лауреат Государственной премии СССР (1983). 

## Биография
Родилась в Саатлинском районе Азербайджанской ССР.
Трудилась колхозницей, позже — бригадиром комсомольской бригады колхоза «Москва» Саатлинского района.
Ханум Бабаева проявила себя на работе как умелый хлопковод и требовательный к себе и окружающим руководитель. Комсомольско-молодёжная бригада под руководством Бабаевой получала высокие урожаи хлопка на протяжении десятой, одиннадцатой и двенадцатой пятилеток. С самых первых дней работы Ханум Бабаева обгоняла своих товарищей по работе в сборе хлопка, за короткое время собирая руками 12—13 тонн хлопка, однако на этом Бабаева останавливаться не стала и начала тщательно изучать и применять на практике новые агротехнические методы, технику полива и удобрения растений. Молодая хлопковод справлялась с любыми преградами и трудностями: в 1981-1982 годах в Саатлинском районе наблюдалась сильная засуха и высокий урожай хлопка был под угрозой, однако Бабаева приняла решение не проводить посев хлопка заново, а тщательно ухаживать за уже посаженными растениями — результаты получились высокими, коллектив бригады победил в районном социалистическом соревновании. По предложению Ханум Бабаевой в бригаде увеличено количество полей, убираемых машиной; две трети всего хлопка в бригаде убиралось комбайнами и тракторами. В 1982 году в бригаде получен урожай хлопка 50 центнеров с гектара, а 90 процентов из всего собранного хлопка составил хлопок первого сорта. План одиннадцатой пятилетки коллектив комсомольско-молодёжной бригады под руководством Ханум Бабаевой выполнил за 3 года. Не меньших результатов бригада достигла и в 1986 году, доставив в заготовительный пункт 480 тонн хлопка вместо плановых 345, победив с районном соцсоревновании.
Постановлением ЦК КПСС и Совета Министров СССР от 7 ноября 1983 года, за обеспечение устойчивого роста производства картофеля, сахарной свёклы, овощных, технических и других с/х культур, применение прогрессивных технологий и повышение производительности труда Бабаевой Ханум Хангусейн кызы присуждена Государственная премия СССР.
Заслуженный сельскохозяйственный работник Азербайджана (2012).
Активно участвовала в общественной жизни Азербайджана. Член КПСС. 